# Josef Dreyhorst
Josef Dreyhorst (bis 1879: Josef Dreywurst) (* 2. Dezember 1845 in Laxenburg; † 21. Juli 1931 in Tarvis) war ein österreichischer Kaufmann und Politiker.

## Leben
Dreyhorst war der Sohn des Kaffeehausbesitzers in Laxenburg Georg Dreywurst (* 10. Januar 1800; † 17. April 1859) und dessen Ehefrau Aloisia geborene Auinger (* 21. September 1814), aus Maissau, Niederösterreich. Er war römisch-katholisch und heiratete am 7. November 1867 Maria Klementschitz (* um 1847; † März 1900). Aus der Ehe gingen drei Töchter hervor.
Dreyhorst besuchte das Schottengymnasium in Wien und trat nach der Matura in den Militärdienst. Er nahm an dem Dritten Italienischen Unabhängigkeitskrieg teil und schied danach aus dem Militärdienst aus. Er lebte dann als Kaufmann in Unter-Tarvis. Er war auch Bürgermeister von Tarvis. Im Ersten Weltkrieg leistete er erneut Kriegsdienst und wurde zum Major befördert.
Vom 16. April 1903 bis zum 20. September 1915 war er Abgeordneter im Kärntner Landtag. Im Landtag war er in der IX. Wahlperiode von 1903 bis 1909 Mitglied des Bauausschusses und in der X. Wahlperiode von 1909 bis 1915 Mitglied des Bau- und des Revisionsausschusses. Er gehörte dem Klub DVP an.

## Auszeichnungen
Dreyhorst erhielt das bronzene und silberne Signum laudis mit den Schwertern, das goldene Verdienstkreuz mit der Krone und das Ritterkreuz des Franz-Joseph-Ordens.